# Rijksbeschermd gezicht Eindhoven - Het Witte Dorp
Gezicht Eindhoven - Het Witte Dorp is een van rijkswege beschermd stadsgezicht in de buurt Tuindorp in Eindhoven in de Nederlandse provincie Noord-Brabant. De procedure voor aanwijzing werd gestart op 14 december 1998. Het gebied werd op 16 april 2003 definitief aangewezen. Het beschermd gezicht beslaat een oppervlakte van 7,8 hectare.
Panden die binnen een beschermd gezicht vallen krijgen niet automatisch de status van beschermd monument. Wel zal de gemeente het bestemmingsplan aanpassen om nieuwe ontwikkelingen in het gebied te reguleren. De gezichtsbescherming richt zich op de stedenbouwkundige en cultuurhistorische waardering van een gebied en wil het toekomstig functioneren daarvan veiligstellen.